# Union sportive Baigorri
L'Union sportive Baigorri est un club de rugby à XV basé à Saint-Étienne-de-Baïgorry. Il est nommé d'après le nom basque de la commune, Baigorri.
Fondé en 1971, il disparaît en 2003, s'unissant avec l'Union sportive Garazi de Saint-Jean-Pied-de-Port afin de créer l'Union sportive Nafarroa.

## Histoire
Le club est fondé en 1971.
Comme pour de nombreux clubs de Soule et de Basse-Navarre et par opposition à ceux du Labourd, l'équipe de rugby de Saint-Étienne-de-Baïgorry fait office de principal outil de notoriété nationale de la commune.
En 1992, il accède au groupe B de la première division du championnat de France.
Alors que le club se trouvait en Fédérale 1, il est relégué après la saison 2001-2002 en Fédérale 2.
En septembre 2003, l'Union sportive Garazi et l'Union sportive Baigorri fusionnent afin de donner naissance à l'Union sportive Nafarroa ; le club commence son histoire en Fédérale 2.